# Оёк (село)
Оёк — село в Иркутском районе Иркутской области России. Административный центр Оёкского муниципального образования. Был основан в 1654 году воеводой Леонтием Кислянским, который распорядился, чтобы в этом месте, в слияния реки Оёк в реку Куду, поселились пашенные крестьяне, тем самым основав новую крестьянскую слободу.

## География
Находится в 35 км к северо-востоку от Иркутска, на правом берегу реки Куды, при впадении в неё речки Оёк, на региональной автодороге 25Н-208 Иркутск — Усть-Ордынский — Жигалово. Климат данной местности резко континентальный с морозными зимами и умеренно-жарким летом. Средняя температура января ― −25°С, июля ― +23°С. Нередки морозы до −45 и даже больше.

## Население
| 2002 | 2010  | 2011  | 2012  | 2021  |
| ---- | ----- | ----- | ----- | ----- |
| 3470 | ↗3678 | ↗3703 | ↗3797 | ↗3861 |

## История
14 октября 1901 года произошла катастрофа: в непогоду на Байкале затонуло судно «Потапов»; погибло около 200 человек (жертвами стали в основном горожане и крестьяне из Хомутово и Оёка). В 1926—1930 годах Оёк был центром Оёкского района.

## История названия села
По одному из существующих преданий:
«Места здесь болотистые, топкие. Трудно было бурятам кочевать с места на место. При этих переходах часто ломались их повозки с хозяйственной утварью». От досадного бурятского возгласа «Ой-ёх» произошло название «Оёк». Есть, конечно, и другие варианты.

## Инфраструктура
В селе находится:
- МОУ ИРМО Оёкская СОШ
- Начальная школа
- Хлебопекарный завод
- 2 торговых Центра
- Профессиональное училище № 60
- Участковая районная больница
- Администрация села
- Парки Победы, имени Кирова, Солнечный
- Церковь Успения Пресвятой Богородицы
- Оёкский Дом Культуры
- Аэродром «Оёк»
- Строительный рынок
- Спортивный аэродром РОСТО-ДОСААФ
- АО ДСИО
- Лесопилорама
- Стадион «Оёк-Арена»
- Районная детская библиотека
- Кинотеатр «Сибирь»
- Музей истории села[7]

## Транспорт
Остановка «Оёк» на автодороге «25Н-056 Иркутск — Усть-Ордынский — Жигалово» обслуживается маршрутами № 439 (Улица Софьи Перовской — Бутырки), 458 (Иркутск — Максимовщина), 500 (Иркутск — Нагатай), 504/507 (Иркутск — Хужир), 509 (Иркутск — Качуг), 510 (Иркутск — Усть-Ордынский оптовый рынок), 513 (Иркутск — Васильевка, магазин Алина), 572 (Иркутск — Тимошино), Иркутск — Бургаз. Маршрут № 440 (Улица Софьи Перовской — Успенская церковь) является кольцевым, охватывает основные улицы села. Маршрут Иркутск — Никольск по охватывает остановки по улицам Кирова и Коммунистической.

## Районное деление
- Южный массив
- Северный массив
- Западный массив
- Восточный массив
- Центральный массив
- Центрально-промышленный массив
- Новый массив
- Токарёвщина[источник не указан 1258 дней]

## Достопримечательности
- Церковь Успения Пресвятой Богородицы (1812—1845)[8]
- Центральная площадь
- Въездная стела «Оёк»
- Дом Культуры
- Аллея Славы
- Сквер им. Кирова
- Парк Победы
- Музей истории села
- Памятник И. С. Баширину

## Известные жители и уроженцы
- Вадковский, Фёдор Фёдорович (1800—1844) — декабрист, похоронен в селе.
- Никифоров, Пётр Михайлович (1882—1974) — советский государственный деятель, посол СССР в Монголии, уроженец села.
- Трубецкой, Сергей Петрович (1790—1860) — декабрист, проживал в селе после отбытия каторги.
- Трубецкая, Екатерина Ивановна (1800—1854) — жена декабриста Трубецкого С. П., проживала в селе.
- Домбровский, Юрий Осипович (1909—1978) — советский прозаик, поэт, литературный критик.
- Баширин, Иван Степанович (1921—1993) — советский сельскохозяйственный деятель, директор учебно-опытного хозяйства «Оёкское» Иркутского сельскохозяйственного института, Герой Социалистического Труда.